# Jacques Dufilho
Jacques Dufilho, född 19 februari 1914 i Bègles, död 28 augusti 2005 i Lectoure, var en fransk skådespelare och komiker.
Han gjorde rösterna till Dupondtarna i spelfilmen Tintin i piraternas våld från 1961. Karaktärerna själva spelas av de spanska tvillingbröderna Gamonal, som krediteras som ”inkognito” (som betyder anonyma).

## Privatliv
Oktober 1947 gifte sig Dufilho med Colette Coras. Tillsammans fick de dottern Colette Dufilho-Legendre (född 1954).